# Sansibar oder Der letzte Grund
Sansibar oder Der letzte Grund ist ein deutscher Fernsehfilm von Bernhard Wicki aus dem Jahr 1987. Er beruht auf dem gleichnamigen Roman Sansibar oder der letzte Grund des Schriftstellers Alfred Andersch.

## Handlung
Es ist das Jahr 1939, kurz vor Ausbruch des Zweiten Weltkrieges, am kleinen Ostseehafen Rerik, wo sich die Lebenswege dreier sich auf der Flucht befindlichen Menschen kreuzen. Der KPD-Anhänger Gregor, die Jüdin Judith und der Pastor Helander verfolgen den Traum eines Fischerjungen von Sansibar, das für das Trio die Utopie einer besseren Zukunft ist.

## Produktionsnotizen
Die Dreharbeiten für Sansibar oder Der letzte Grund erstreckten sich von Oktober 1985 bis Mai 1986 und fanden in Wismar, Kühlungsborn, Bad Doberan, Rostock und Ost-Berlin statt. Für die Produktion zeichnete die Allianz Film Produktion und das DEFA-Studio für Spielfilme in Potsdam-Babelsberg unter Federführung des Produzenten Heinz Willeg verantwortlich.
Die Fernseh-Erstausstrahlung erfolgte am 13. Dezember 1987 zur Hauptsendezeit auf Das Erste.

## Auszeichnungen
- 1988: Adolf-Grimme-Preis für Bernhard Wicki (Regie/Drehbuch)

## Kritik
Die Redaktion des Lexikon des internationalen Films gab dem Film vier von fünf Sternen und lobte ihn als „[i]nszenatorisch dichte[n], von hervorragenden Schauspielern getragene[n] Film“.